# نمایش ترومن
نمایش ترومن (به انگلیسی: The Truman Show) فیلمی طنز، علمی تخیلی و درام محصول سال ۱۹۹۸ میلادی است. این فیلم توسط پیتر ویر کارگردانی شده و تهیه‌کنندگی آن نیز بر عهده اسکات رودین، اندرو نیکول، ادوارد فلدمن و آدام شرودر بوده است. اندرو نیکول نویسندگی این فیلم را هم بر عهده داشته است.
در این فیلم جیم کری، نقش ترومن بربنک را بازی می‌کند. ترومن کارمند یک شرکت بیمه و ساکن جزیره Seahaven Island است که از زندگی معمولی و یکنواخت خود خسته شده و در پی ماجراجویی و مسافرت است اما هربار به دلیلی موفق نمی‌شود. ترومن کم‌کم به اوضاع مشکوک می‌شود و…
از دیگر بازیگران این فیلم می‌توان به لورا لینی، نوآ امریک، ناتاشا مک‌الهون، هالند تیلور، اد هریس و برایان دلات اشاره کرد.

## داستان کامل
ترومن، نام شخصی است که از زمانی که به عنوان حاصل یک بارداری ناخواسته به دنیا آمده، یک شرکت سینمایی حضانت او را بر عهده گرفته است. به این ترتیب ترومن، از بدو تولد و بی‌خبر از همه‌جا بازیگر ناخواسته یک برنامه تلویزیونی ۲۴ ساعته می‌شود که هر لحظه در حال فیلمبرداری و پخش جهانی است. تهیه‌کننده و کارگردان و در واقع مدیر و خالق این برنامه، شخصی است به نام کریستوف که سعی می‌کند با صحنه‌سازی‌های حساب شده، نه‌تنها جزئی‌ترین رفتار ترومن را پیش‌بینی و کنترل کند، بلکه وی را مجبور کند تا عمیق‌ترین و مخفی‌ترین عواطف درونی خود را در مقابل دوربین‌ها و میکروفن‌های مخفی بروز دهد.
خالق این برنامه مدعی است که استقبال گستردهٔ بینندگان در سراسر جهان از این برنامه به خودی خود ثابت می‌کند که این برنامه از نظر عرفی و اخلاقی پذیرفته شده و در عمل، هیچ مشکل حقوقی ندارد. با این حال، در دنیای خارج از فضای این شرکت، افراد و گروه‌هایی ترومن را قربانی یک دسیسه بزرگ دانسته و در راه آگاه‌سازی و آزادی وی فعالیت می‌کنند.
محیط زندگی ترومن شهرک کوچکی است که به‌طور کامل و همه‌جانبه تحت پوشش فناوری و تجهیزات این شرکت سینمایی قرار گرفته و حتی وضعیت آب و هوایی شهرک دور از چشم ترومن، دقیقاً کنترل می‌شود. البته ترومن نباید از واقعیت پشت پرده بویی ببرد و به همین جهت، کریستوف، خالق برنامه، هر حیله‌ای را برای بازداشتن ترومن از آگاه شدن به واقعیت، مجاز دانسته و به کار می‌برد. از جمله پخش برنامه‌های تبلیغاتی در مورد خطرات سفر و امنیت و مزایایی که در خانه ماندن به دنبال دارد و حتی در یک حادثه ساختگی قایق‌رانی، در دوره نوجوانی ترومن، مرگ پدر ترومن را در اثر غرق‌شدگی صحنه‌سازی می‌کند تا در ترومن حس کنجکاوی و ماجراجویی از بین برود.
با این حال پیش‌بینی رفتار ترومن بی‌نقص نیست و گاه دچار خطا می‌شود. از جمله مثل وقتی که ترومن در عوض یک دختر همکلاسی که کارگردان برای او در نظر گرفته، عاشق دختری در میان توده سیاهی لشکر به نام سیلویا می‌شود که از قضا از اعضای گروهی معترض است که برای آگاه‌سازی و آزادی ترومن فعالیت می‌کنند. طبق یک برنامهٔ کارگردانی شده سیلویا به‌سرعت از زندگی ترومن خارج شده و ترومن با همکلاسی خود ازدواج می‌کند. اما عشق سیلویا حتی پس از ازدواج در او خاموش نمی‌شود.
با گذشت زمان، گاه در اثر حوادث غیرقابل پیش‌بینی و گاه در اثر خرابکاری‌های عمدی گروه‌های معترض، مانند سقوط یک نورافکن از آسمان که درست جلوی پاهای ترومن می‌افتد یا یک برنامه رادیویی که دائماً به جزئیات خصوصی زندگی ترومن اشاره می‌کند، ترومن در حدود ۳۰ سالگی، کم‌کم به اوضاع مشکوک شده و اقدام به تجسس پیرامون زندگی خود می‌کند. کنجکاوی و سؤالات ترومن از یک سو و تلاش همسرش برای مخفی‌کاری و حفظ اسرار از سوی دیگر، باعث بدبینی بیشتر و سست شدن پایه‌های زندگی زناشویی ترومن می‌شود.
یک روز ترومن بی‌مقدمه همسرش را با پیشنهاد یک سفر فوری آزمایش می‌کند، اما یک سری پیشامدهای عجیب و از جمله رفتار مصنوعی همسرش مانع سفر می‌شود. رفتار همسر ترومن به شدتی مصنوعی است که ترومن مطمئن می‌شود که همسرش نیز مهره‌ای از این دسیسه اسرارآمیز است و با چاقو او را تهدید می‌کند. زیر فشار ترس، پوسته ظاهری همسرش فروریخته و شخصیت واقعی او برملا می‌شود. به دنبال این اتفاق، همسر ترومن از بازی خارج می‌شود و اعتراضات مخالفان برنامه در دنیای خارجی افزایش می‌یابد. خالق برنامه برای توجیه این اتفاق و حفظ وجههٔ حقوقی برنامه و نیز آرام کردن ترومن، بار دیگر پدر ترومن را به این بهانه که در اثر حادثه غرق‌شدگی نمرده و بلکه تنها حافظه خود را از دست داده، وارد صحنه می‌کند. این حیله جلوی سقوط شمار تماشاچیان را گرفته و باعث رضایت و آرامش ظاهری ترومن می‌شود. اما ترومن همچنان به اوضاع بدبین است و نهایت تلاش خود را می‌کند تا به صورت مخفیانه به تجسس خود ادامه دهد. ترومن که پس از حادثه تهدید همسرش با چاقو، در زیرزمین خانه‌اش می‌خوابد، یک شب موفق می‌شود خود را از دید دوربین‌های مخفی دور نگه دارد. این ماجرا باعث می‌شود که برای اولین بار در طول تاریخِ پخش این برنامه، کارگردان پخش آن را به صورت موقتی متوقف کند و همه توان و نیروی شهرک سینمایی را بسیج کرده تا به دنبال ترومن بگردند. اما جستجو به درزا می‌انجامد و کارگردان به‌ناچار نورپردازی و چرخه شب و روز شهرک سینمایی را برهم می‌زند تا امر جست‌وجو آسان شود. از طرف دیگر ترومن که بر ترس خود از آب و غرق شدن غلبه کرده، در قایقی قصد فرار دارد اما قبل از موفقیت و خروج از شهرک توسط دوربین‌ها پیدا می‌شود. کارگردان برای منصرف کردن ترومن از فرار، طوفانی مصنوعی ایجاد می‌کند و به‌رغم اعتراض دیگر کارکنان در پشت صحنه، چنان بر اقدام خود پافشاری می‌کند که ترومن تا پای غرق شدن پیش می‌رود، اما از راه رفته بازنمی‌گردد. سرانجام ترومن به دیوارهٔ سدی می‌رسد که شهرک را احاطه کرده. کارگردان طوفان را قطع می‌کند تا مستقیماً از طریق بلندگوها با ترومن گفت‌وگو کرده و او را از ترک شهرک سینمایی منصرف کند. اما ترومن راه خروج از شهرک را دیگر کشف کرده و از پله‌های سد که به یک در خروجی می‌انجامد، بالا می‌رود. در آخرین صحنه، کارگردان به ترومن می‌گوید که دنیای خارجی هیچ مزیتی بر این دنیا و امنیتی که او برای ترومن خلق کرده ندارد، اما ترومن هشدارهای کارگردان را نشنیده گرفته و در یک گفتار کلیشه‌ای می‌گوید: «اگر که دوباره شما را ندیدم، صبح و ظهر و شب به خیر!» سپس رو به دوربین تعظیمی می‌کند و از در خارج می‌شود و مورد استقبال سیلویا و دیگر فعالان جنبش آگاه‌سازی ترومن قرار می‌گیرد.